# Jacques Burko
Jacques Burko (Jakub Burko), né à Varsovie le 15 juin 1933 et mort à Paris 14e le 24 mars 2008, est un poète et traducteur du polonais et du russe.

## Biographie
Jacques Burko avait passé la guerre en Ukraine puis au Kazakhstan, où il avait appris le russe.

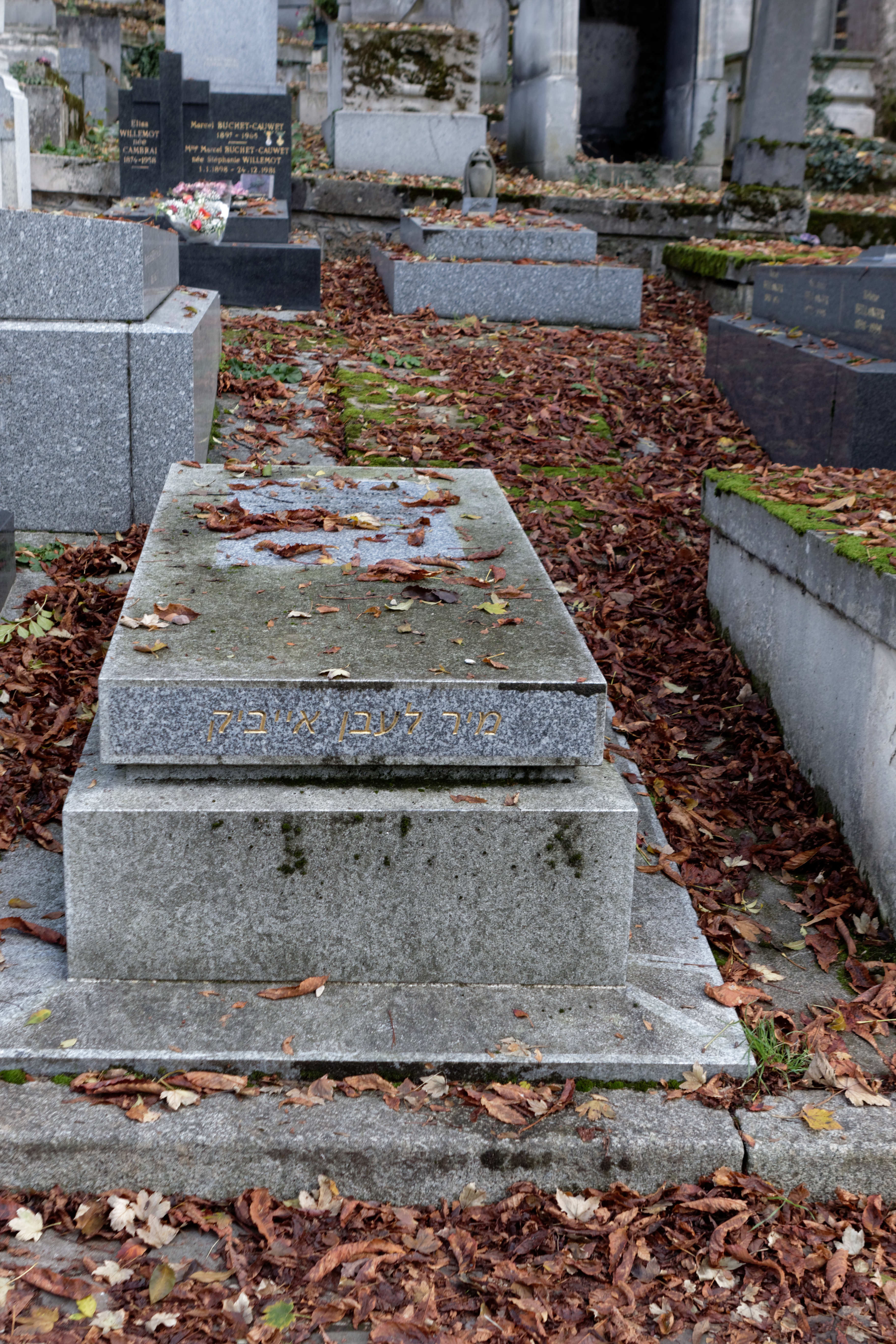
Tombe de Jacques Burko au cimetière du Père-Lachaise (division 5).

Arrivé en France en 1949, il avait fait des études ingénieur. Après une vie professionnelle complète dans l'industrie, il s'était consacré, à partir de 1988, à la traduction littéraire du polonais et du russe.
Rédacteur en chef, durant huit années, de la revue Diasporiques, il dirigeait depuis 2004 la collection "Poésie" chez  Buchet-Chastel, où il publia et fit découvrir plusieurs poètes importants.
Poète lui-même, il a traduits Julian Tuwim (aux éditions La Différence, 1993) et Zbigniew Herbert (à La Différence, 1995, et au Passeur, 2000). Il est également l'auteur, comme traducteur du russe, d'une anthologie d'Anna Akhmatova (La Différence, 1997), et de l'édition des œuvres d'Alexandre Vvedenski (La Différence, 2002).
Il est inhumé au cimetière du Père-Lachaise (5e division).

## Publications

### Comme auteur
- Paweł Korzec, Le Gouvernement polonais en exil et la persécution des juifs en France en 1942 : d'après des documents inédits, Paris, Cerf, coll. « Toledot », 1997 (ISBN 978-2-204-05372-3).
- Karl Dedecius, Panorama de la littérature polonaise du XXe siècle, Paris, les Éd. Noir sur blanc, 21 juin 2000, 1808 p. (ISBN 978-2-88250-081-6).
- Jacques Burko, Certidoutes : poèmes, Paris, Buchet-Chastel, 2009, 132 p. (ISBN 978-2-283-02399-0)(publication posthume)[5]

### Comme traducteur

#### Traductions depuis le polonais
- Julian Tuwim, Pour tous les hommes sur la terre, La Différence, 1993
- Julian Tuwim, La Locomotive, Institut Adam Mickiewicz, Cracovie, 2001
- Zbigniew Herbert, Redresse-toi et va, La Différence, 1995
- Zbigniew Herbert, Élégie pour le départ et Rovigo, Le Passeur, 2000
- Jerzy Ficowski, Déchiffrer les cendres, Est-Ouest, 2005
- Jerzy Ficowski, Tout ce que je ne sais pas, Buchet-Chastel, 2005
- Wisława Szymborska,
- Tomasz Różycki,
- Piotr Bednarski, Les neiges bleues (Blekitne śnieg) , Autrement, 2004 (a dirigé un groupe d'étudiants pour cette traduction)

#### Traductions depuis le russe
- Mikhaïl Lermontov,
- Alexandre Pouchkine,
- Anna Akhmatova,
- Ossip Mandelstam,
- Boris Pasternak,
- Marina Tsvetaïeva